# Bottwartal-Marathon

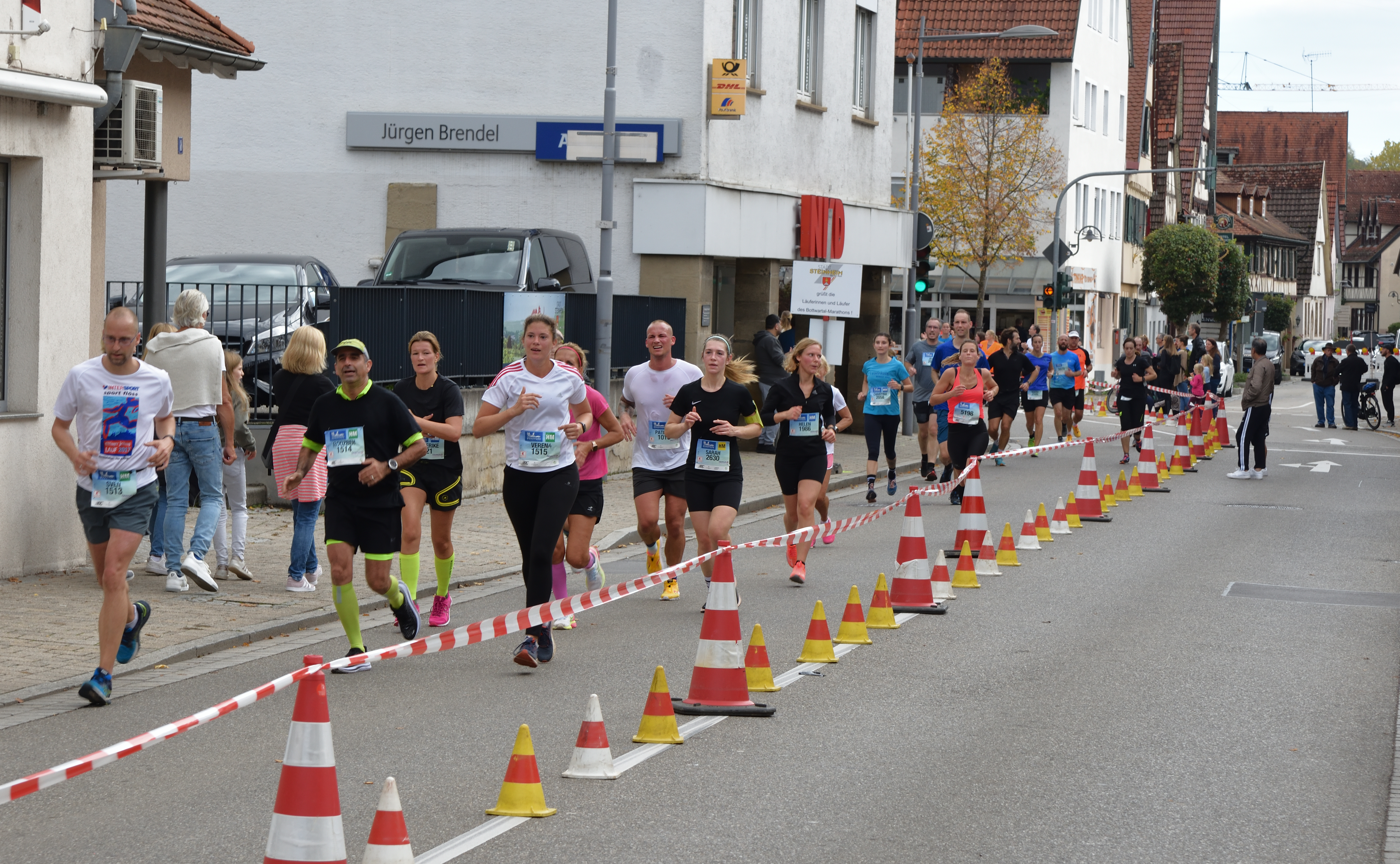
Bottwartal-Marathon in Steinheim, Oktober 2022

Der Bottwartal-Marathon ist ein Marathonlauf in Steinheim an der Murr, der seit 2004 Mitte Oktober an einem Sonntag stattfindet. Er wird von der Bottwartal-Marathon GbR veranstaltet und von dem Sportverein  TGV Winzerhausen ausgerichtet. Weitere sieben Sportvereine aus den Orten an der Strecke sind in die Organisation eingebunden. Zum Programm gehören auch ein Halbmarathon sowie ein 10-km-Lauf, und 10 km. Seit 2013 gibt es auch einen Ultralauf über 54,5 km sowie mehrere Schülerläufe am Vortag.
Start und Ziel war bis 2011 an der Bottwartal-Kellerei in Großbottwar. 2012 wurde der Start aus logistischen Gründen (Parkplätze, Duschen) nach Steinheim an das Freibad „Wellarium“ verlegt. Seit 2015 befindet sich der Start-/Zielbereich am Steinheimer Kreisverkehr. Der Marathonlauf geht über die Gemeinde Murr wieder zurück nach Steinheim und dann über Kleinbottwar / Großbottwar / Oberstenfeld / Gronau bis nach Beilstein und wieder zurück nach Steinheim. Bis auf den Halbmarathon, der in Gronau bei Kilometer 21,1 der Marathonstrecke startet, starten alle Läufe in Steinheim. Die Strecke verläuft zum Großteil auf der Trasse der ehemaligen Bottwartalbahn, ist zu 100 % asphaltiert und offiziell nach den Richtlinien der IAAF vermessen. Der Höhenunterschied zwischen dem tiefsten und dem höchsten Punkt beträgt beim Halbmarathon 75 Meter, beim Marathon 82 Meter.
Mit über 4200 Teilnehmern gehört der Bottwartal-Marathon zu den größeren Lauf-Veranstaltungen in Baden-Württemberg. 2015 wurde die Veranstaltung von Usern des Onlineportals Marathon4you.de zur beliebtesten Marathon-Veranstaltung in Baden-Württemberg gewählt. Deutschlandweit belegte er Rang 11.

## Statistik

### Streckenrekorde
Marathon
- Männer: 2:22:03 h, Titus Kipchumga Kosgei, 2010
- Frauen: 2:43:27 h, Sabrina Mockenhaupt, 2015

Halbmarathon
- Männer: 1:07:30 h, Elisha Kipchirchir Rotich, 2011
- Frauen: 1:16:55 h, Christine Schleifer, 2008

### Zieleinlauf 2015
- Marathon: 336 (283 Männer und 53 Frauen)
- Halbmarathon: 1220 (895 Männer und 325 Frauen)
- 10 km: 674 (414 Männer und 260 Frauen)

(Werte von www.abavent.de)

### Siegerliste

#### Marathon
| Jahr | Männer                     | Zeit      | Frauen              | Zeit      |
| ---- | -------------------------- | --------- | ------------------- | --------- |
| 2022 | Jens Santruschek           | 2:35:05 h | Magdalena Ferstl    | 2:57:19 h |
| 2016 | Timo Striegel              | 2:42:27 h | Christine Sigg-Sohn | 3:07:22 h |
| 2015 | Marco Lack                 | 2:32:23 h | Sabrina Mockenhaupt | 2:43:27 h |
| 2014 | Andreas Keller             | 2:52:11 h | Bettina Englisch    | 3:03:43 h |
| 2013 | Michael Sommer -2-         | 2:42:19 h | Martina Wenger -2-  | 3:14:12 h |
| 2012 | Titus Kipchumga Kosgei -2- | 2:39:25 h | Martina Wenger -1-  | 3:07:20 h |
| 2011 | Amos Kimeli Rotich         | 2:33:42 h | Edna Kimaiyo        | 2:48:23 h |
| 2010 | Titus Kipchumga Kosgei -1- | 2:22:03 h | Nicole Benning      | 3:07:40 h |
| 2008 | Marco Diehl -3-            | 2:40:21 h | Manuela Zipse       | 2:58:06 h |
| 2007 | Marco Diehl -2-            | 2:30:58 h | Irene Schikowski    | 3:11:56 h |
| 2006 | Marco Diehl -1-            | 2:36:24 h | Elisabeth Schröder  | 2:58:30 h |
| 2005 | Michael Sommer -1-         | 2:33:10 h | Petra Bauer         | 3:04:52 h |
| 2004 | Sven Lange                 | 2:36:00 h | Birgit Allmendinger | 3:12:42 h |

#### Halbmarathon
| Jahr | Männer                    | Zeit      | Frauen                  | Zeit      |
| ---- | ------------------------- | --------- | ----------------------- | --------- |
| 2022 | Fabian Kraft              | 1:07:58 h | Isabel Leibfried        | 1:18:15 h |
| 2016 | Uli Königs                | 1:11:20 h | Isabel Leibfried        | 1:21:12 h |
| 2015 | Holger Freudenberger      | 1:09:26 h | Carmen Scharpfenecker   | 1:25:50 h |
| 2014 | Thomas Bosch              | 1:15:43 h | Nicole Möbus            | 1:24:44 h |
| 2013 | Bastian Franz             | 1:12:26 h | Pamela Veith            | 1:26:40 h |
| 2012 | Cristian Strauch          | 1:10:15 h | Branka Hajek            | 1:30:24 h |
| 2011 | Elisha Kipchirchir Rotich | 1:07:30 h | Heike Volkert           | 1:25:34 h |
| 2010 | Marco Lack                | 1:09:02 h | Branka Hajek            | 1:25:26 h |
| 2008 | Bruno Schumi -2-          | 1:11:58 h | Christine Schleifer -2- | 1:16:55 h |
| 2007 | Bruno Schumi -1-          | 1:12:44 h | Christine Schleifer -1- | 1:18:08 h |
| 2006 | Markus Werner             | 1:13:07 h | Anke Kullmann           | 1:23:27 h |
| 2005 | Günter Seibold            | 1:13:08 h | Christine Locher        | 1:25:08 h |
| 2004 | Jan Burzik                | 1:13:01 h | Andrea Thieken-Arens    | 1:24:36 h |